# 오발탄 (영화)
"오발탄"(誤發彈)은 이범선의 동명 소설을 원작으로 한 영화이다. 유현목 감독, 나소운·이종기 각색, 최무룡·김진규·문정숙 주연의 흑백 35mm 영화로, 1961년 제작되었다.
1960년 완성되었으나, 상영이 보류, 1961년에 개봉되었다. 이 영화의 특징은 대사 위주를 지양하고 영상주의적인 표현을 시도한 점이다.

## 내용
정신이상(精神異常)이 생긴 어머니는 단말마(斷末魔)적으로 '가자! 가자!'를 외치고, 영양 실조에 걸린 만삭의 아내와 상이군인인 동생(최무룡), 그리고 양공주가 된 여동생……또한 고무신을 사달라고 매일같이 성화를 부리는 자식 등, 이렇게 처자 권속을 거느린 채 박봉으로 살아가는 계리사(김진규)가 주인공이다. 그래서, 치통으로 고생하면서도 그것 하나 고칠 심적·경제적 여유가 없는 몸이다. 그런 절박한 상황 가운데서 동생은 은행을 털다가 들키고, 여동생마저 오빠의 가슴에 못질을 한다. 쥐꼬리만한 월급 봉투를 손에 든 김진규는, 우선 앓던 이부터 뽑는다. 그리고 딸에게 줄 고무신 한 켤레를 산다. 남은 돈으로 술을 마셨다. 잔뜩 취한 그는 택시에 올라탄다. "어디로 모실까요?"라는 택시운전사의 물음에 대해 김진규는, "마음대로 가라"고 지시한다. 이미, 어디로 가야 할지 방향 감각을 상실했기 때문이었다.

## 감상
첫째, 동일화면(同一畵面) 속에서 시간성(時間性)과 공간성을 강조하는 입체적인 몽타주, 즉 단일 몽타주 속에서 리얼리티를 강조하는 수법을 썼고, 둘째, 스토리 텔링(story telling)에서 벗어나 화면 그 자체를 응시(凝視)하는 데서 오는 분위기 설정(設定), 셋째, 대사가 배제된 대신, 영상(映像)의 시각성(視覺性)에 주력한 점 등, 영화 "오발탄"이 나옴으로써 한국영화는 비로소 영상시대(映像時代)의 막(幕)을 열게 되었다.

## 출연
- 김진규 - 철호
- 최무룡 - 영호
- 문정숙 - 아내

## 영화 정보
- 한국영화 탄생 100년을 맞아 KBS와 한국영상자료원은 2019년 10월부터, 시대별 대표 한국영화를 선정 '한국영화 100년 더 클래식'을 통해 12편의 영화를 방송했다. "오발탄"은 두 번째 작품으로 2019년 10월 18일 방송되었다.[1]

## 같이 보기
- 대한민국 영화